# Titularbistum Rusuccuru
Das Bistum Rusuccuru (italienisch diocesi di Rusuccuru lateinisch Dioecesis Rusuccurrensis) ist ein Titularbistum der römisch-katholischen Kirche.
Es geht zurück auf ein ehemaliges Bistum in der gleichnamigen antiken Stadt, die in der römischen Provinz Mauretania Caesariensis (heute nördliches Algerien) lag.
| Titularbischöfe von Rusuccuru |                                 |                                     |                   |                    |
| Nr.                           | Name                            | Amt                                 | von               | bis                |
| 1                             | Dennis Walter Hickey            | Weihbischof in Rochester (USA)      | 5. Juni 1968      | 6. Oktober 1999    |
| 2                             | Kevin Joseph Farrell LC         | Weihbischof in Washington (USA)     | 28. Dezember 2001 | 6. März 2007       |
| 3                             | Marek Mendyk                    | Weihbischof in Legnica (Polen)      | 24. Dezember 2008 | 31. März 2020      |
| 4                             | Vicente Horacio Saeteros Sierra | Weihbischof in Portoviejo (Ecuador) | 16. Mai 2020      | 27. September 2022 |
| 5                             | Piotr Wawrzynek                 | Weihbischof in Legnica (Polen)      | 4. März 2023      |                    |